# El fiscal (serie de televisión)
El Fiscal es una serie de televisión colombiana realizada por RCN Televisión en 1999.
Estuvo protagonizada por Nicolás Montero y Carolina Sabino, con la presentación antagónica de Carlos Hurtado y Fabio Rubiano. Además, contó con las actuaciones especiales de Alejandra Miranda, Marcela Agudelo, Humberto Arango y la primera actriz Alejandra Borrero. 
El papel de Fabio Rubiano de villano, del sicario Jota Jota, rompió e inventó esquemas antes de que el género del narco dominara la temática de la telenovela colombiana.

## Elenco
- Nicolás Montero - Miguel Valencia
- Carolina Sabino - Sandra Lombana
- Marcela Agudelo - Lina Castillo
- Alejandra Borrero - Tatiana Toledo de Valencia
- Alberto Valdiri - Enrique Toledo
- Carlos Hurtado - Perico
- Humberto Arango - Aristides Granada
- Roberto Cano - Milton Toledo Barrios
- Ana Lucía Domínguez - Francisca 'Frica' Lombana
- John Jairo Jaimes - Martín Valencia Toledo
- Ana María Aguilera - Gaby
- Fabio Rubiano - Jota Jota
- Alejandro López - Victor
- Diego Trujillo - Máximo Pinzón
- Víctor Hugo Cabrera - Rojas
- Jorge Lopez - Emerson
- Hugo Gómez
- Alejandra Miranda - Fiscal Miriam Rodríguez
- Gloria Zapata - Matilde de Toledo
- Bibiana Navas - Karina
- Danna García - Daisy
- Elías Rima Nassiff - Gustavo Armenteros
- Talú Quintero - Nancy de Lombana
- Gustavo Corredor
- Astrid Junguito - Salomé Barrios
- Argemiro Castiblanco
- Oscar Salazar
- Tirza Pacheco
- Jarol Fonseca
- Carlos Vergara
- Florencio Torres